# Gare de Belval
Pour les articles homonymes, voir Gare de Belval (homonymie).
La gare de Belval est une gare ferroviaire française, fermée, de la ligne de Lison à Lamballe, située à Belval-Gare, lieu-dit de l'extrémité Nord du territoire de la commune de Belval, dans le département de la Manche, en région Normandie.
Elle est mise en service en 1878, par la Compagnie des chemins de fer de l'Ouest, et fermée à la fin du XXe siècle, par la Société nationale des chemins de fer français (SNCF).

## Situation ferroviaire
Établie à 130 mètres d'altitude, la gare de Belval est située au point kilométrique (PK) 39,830 de la ligne de Lison à Lamballe, entre la halte de Cametours (fermée) et la Coutances (ouverte). 

## Histoire
Par décision ministérielle du 14 octobre 1877, la création de la halte de Belval et son emplacement sont déterminés sur la ligne de Saint-Lô à Lamballe, section de Saint-Lô à Coutances, de la Compagnie des chemins de fer de l'Ouest. Néanmoins il est demandé à la compagnie de prendre en considération la demande de transformation de la halte en station ouverte aux voyageurs et marchandises. La « halte de Belval » est mise en service le 30 décembre 1878, lorsque la compagnie ouvre à l'exploitation la section de Saint-Lô à Coutances.
Le 24 avril 1900, un vœu est proposé, au conseil général du département, pour l'établissement d'une « gare à Belval ». Il est renvoyé pour approfondissement à la commission compétente.
En 1957, c'est une gare de la région Ouest de la SNCF, qui dispose d'un bâtiment voyageurs, d'une voie d'évitement et de plusieurs voies de service.
Elle est sans doute fermée dans les dernières années du XXe siècle.

## Service des voyageurs
Gare fermée. La gare ouverte la plus proche est celle de Coutances.